# خورشیدپرتو زاویه‌دار
خورشیدپرتو زاویه‌دار یا پروانه بال‌سفید (نام علمی: Curetis acuta) نام یک گونه از تیره پرنیان‌بالان است.